# Panama ai Giochi della XV Olimpiade
Panama ha partecipato ai Giochi della XV Olimpiade, svoltisi ad Helsinki, dal 19 luglio al 3 agosto 1952,  
con una delegazione di un atleta, Carlos Chávez nel sollevamneto pesi, senza aggiudicarsi medaglie.